# Filip Johansson
Filip Johansson (Surte, 21 giugno 1902 – 1º novembre 1976) è stato un calciatore svedese, di ruolo attaccante.

## Carriera
Con 182 reti è il terzo miglior marcatore nella storia dell'Allsvenskan, di cui fu capocannoniere nel 1925.

## Palmarès

### Club

#### Competizioni nazionali
- Kamratmästerskapen: 1

IFK Göteborg: 1924